# Retro (Album)
Retro ist das fünfte Soloalbum des deutschen Rappers B-Tight. Es erschien am 9. Januar 2015 über das Label Raid Records. Der Vertrieb wird von Groove Attack übernommen.

## Titelliste
1. Nummer Einz – 2:57
2. Eazy (feat. Sido) – 3:12
3. Pusher – 3:51
4. Krasse Männer (feat. Nazar) – 3:25
5. Wer will was machen – 3:45
6. König der Rapper – 2:38
7. Heisse Ware (feat. Tony D.) – 3:28
8. Feuerkugeln – 3:19
9. Helden (feat. Kontra K., Blokkmonsta und Karate Andi) – 4:05
10. Hood Couture – 3:21
11. Beef (feat. Eko Fresh) – 4:46
12. Immer wieder Montags – 3:27
13. Es war einmal – 4:01
14. Retro (feat. Vokalmatador, Frauenarzt und MC Bogy) – 4:52

## Rezeption

### Charts
Retro stieg auf Platz 8 der deutschen Album-Charts ein. In der zweiten Woche fiel die Veröffentlichung auf Rang 78 ab. Mit Platz 17 positionierte sich B-Tight auch in den österreichischen Charts. In der Schweiz belegte Retro zudem Platz 35.

### Kritik
Die E-Zine Laut.de bewertete Retro mit vier von möglichen fünf Punkten. Aus Sicht der Redakteurin Dani Fromm treffe im Falle von B-Tight „Flow auf Witz, Altersweisheit auf fidele Unbekümmertheit, Erfahrung im auf Liebe zum Rap-Zirkus.“ Das Stück Eazy wird positiv hervorgehoben. B-Tight gelinge es „statt des allgegenwärtigen Popstars […] seinen alten A.i.d.S.-Kumpel Sido“ zu reanimieren. Trotz des „nicht wahnsinnig tiefschürfenden Inhalt[s]“, passe aufgrund der „stolze[n] Pose der Protagonisten, de[s] düstere[n], texturreiche[n] Beat[s] […] und des überaus gutaussehende[n] Schwarz-Weiß-Video[s]“ alles. Auch die Gastrapper finden in der Rezension Lob. Durch die Zusammenarbeit mit Eko Fresh beweise der Rapper, dass „sich selbst ehemalige Streithähne die Hände reichen können.“ Tony D amüsiere auf Heisse Ware. Auf dem abschließenden Retro vereine B-Tight „dann vollends die Kiezfürsten mit dem Untergrundlegendenstatus.“